# Government College University Lahore
Die Government College University Lahore (GCU) ist eine staatliche Universität in Lahore, Punjab, Pakistan. Sie wurde 1864 als Government College Lahore eröffnet und 2002 zur Universität erhoben. Die Universität hat namhafte Wissenschaftler hervorgebracht, darunter den Dichter und Philosophen Allama Muhammad Iqbal, die Nobelpreisträger Har Gobind Khorana und Abdus Salam, den ehemaligen Präsidenten der Generalversammlung der Vereinten Nationen und des Internationalen Gerichtshofs Muhammad Zafrullah Khan, den Prestwich-Preisträger 2019 für Geowissenschaften Bilal U. Haq sowie das Schriftstellerehepaar Bano Qudsia und Ashfaq Ahmed. Unter den Absolventen befinden sich auch drei ehemalige Premierminister und ein geschäftsführender Premierminister Pakistans.

## Geschichte

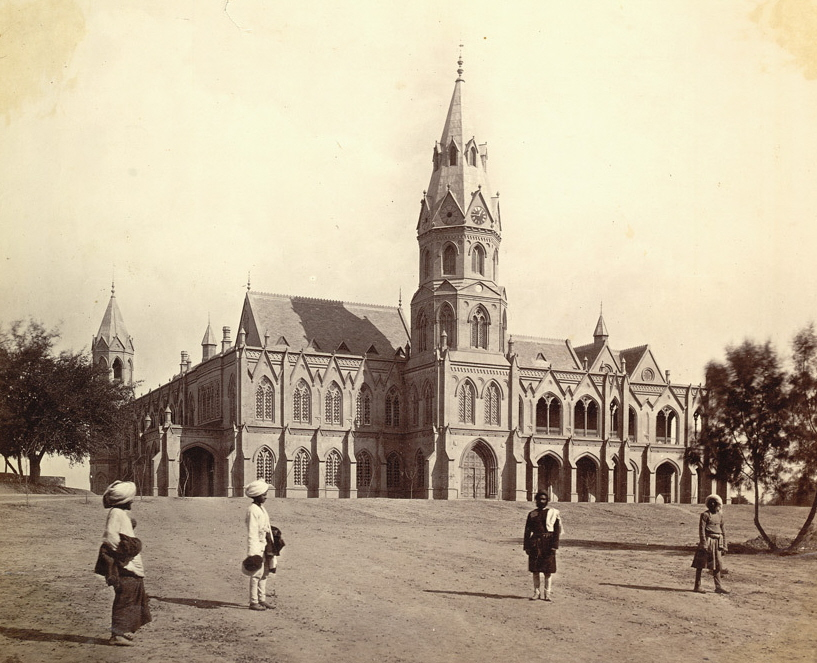
Das Government College, Lahore um 1880

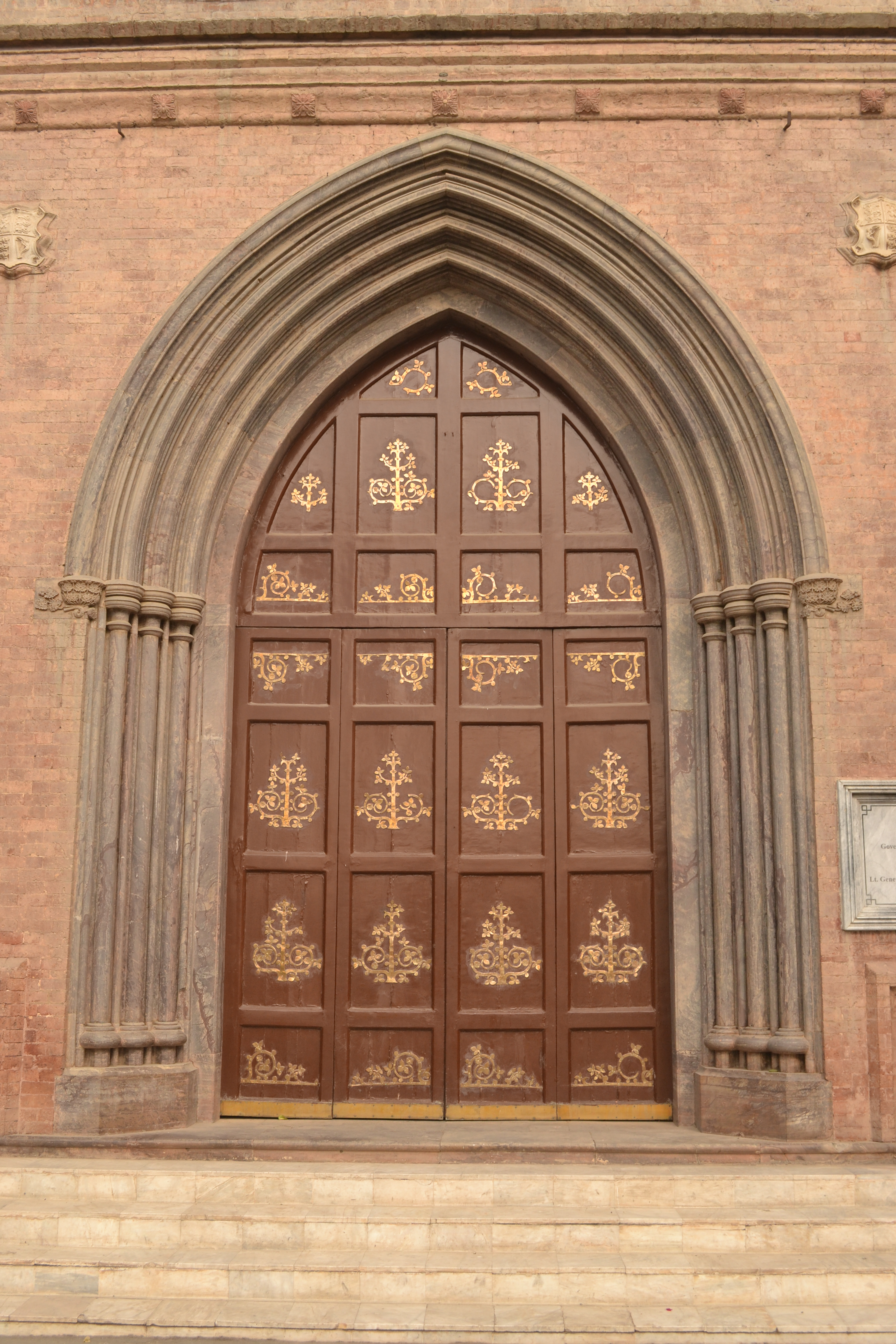
GCU Lahore: Eingangstor zum Turm im Stil britischer Kirchenarchitektur

Die Einrichtung einer zentralen Hochschule in Lahore wurde 1856 von der Regierung Britisch Indiens genehmigt, da die Lehrer von den Universitäten Oxford, Cambridge, Dublin und Durham kamen. Das College wurde ab 1. Januar 1864 im Palast von Raja Dhyan Singh Haveli (Premierminister des Sikh-Herrschers Maharadscha Ranjit Singh von Lahore) innerhalb der ummauerten Stadt Lahore als angegliedertes College der Universität Kalkutta eingerichtet.
Im April 1871 zog das College in einen großen Bungalow in der Nähe des Anarkali Bazaars um. Im Jahr 1873 wurde der Standort aufgrund der rasch wachsenden Schülerzahl erneut in ein anderes Haus namens Rahim Khan's Kothi verlegt. Im Jahr 1876 zog die Schule in ihr heutiges Gebäude um.
Der erste Rektor war Gottlieb William Leitner, ein ehemaliger Professor für Arabisch und islamisches Recht am King’s College London. Im Jahr 1882 war Leitner auch maßgeblich an der Gründung der University of the Punjab in Lahore beteiligt. Danach blieb die Hochschule 115 Jahre lang mit der Punjab-Universität verbunden. Im Jahr 1997 verlieh die Regierung des Punjab dem Government College Autonomie in allen Belangen und gewährte den Status der Verleihung von akademischen Abschlüssen.
Im Jahr 2002 erhielt das Government College von der Regierung des Punjab den Status einer Universität; das Wort College wurde im Titel beibehalten, um die historischen Wurzeln zu bewahren.
Nach der Erhebung zur Universität hat sich die Universität zu einer der zehn größten Bildungseinrichtungen Pakistans mit über 10.000 Studenten entwickelt. Die Universität hat 32 akademische Abteilungen, die in fünf Fakultäten unterteilt sind. Es gibt fünf Forschungszentren, die sich auf akademische und industrielle Forschungs- und Entwicklungsprojekte konzentrieren. Die Universität wurde 2013 von der Higher Education Commission (HEC) der pakistanischen Regierung auf den zweiten Platz in der allgemeinen Kategorie gewählt. Die GCU gehört zu den zehn besten Universitäten Pakistans.

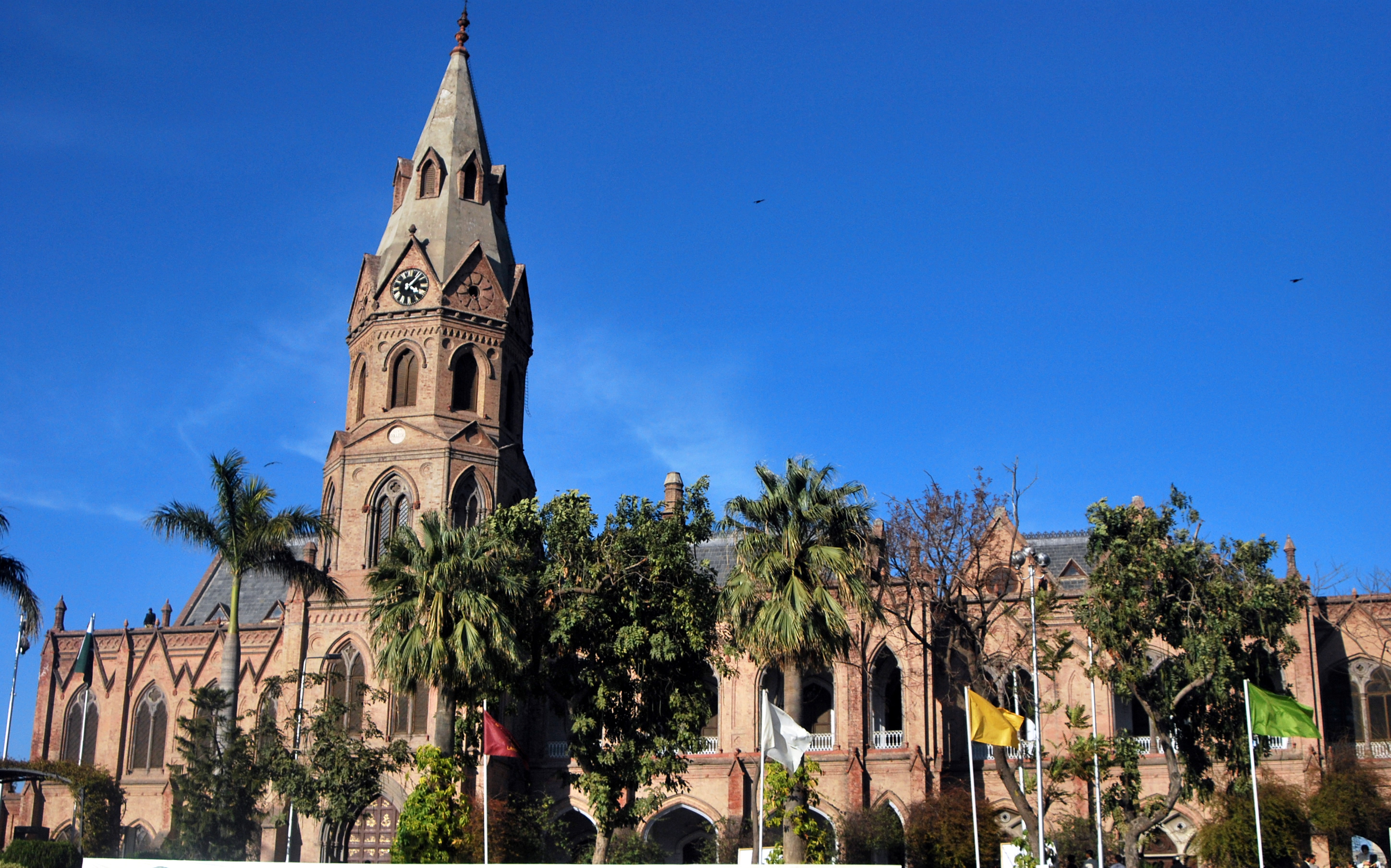
Das Hauptgebäude der GCU Lahore, Außensicht

## Der Campus

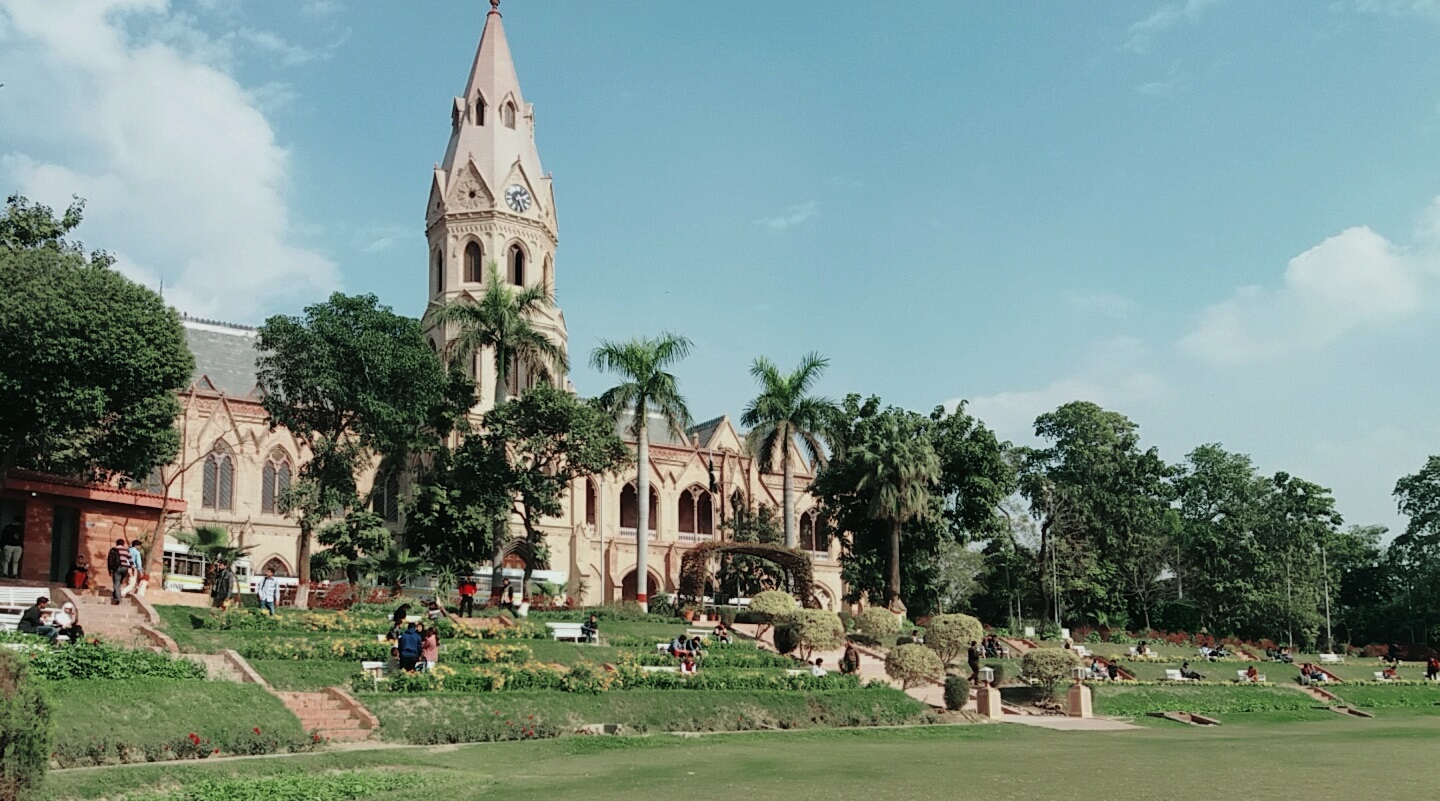
Das Hauptgebäude der GCU Lahore, Sicht vom Oval Ground

### Der historische Campus
Der historische Campus befindet sich im Stadtzentrum von Lahore, an der Kreuzung von The Mall und der Lower Mall in Lahore, umgeben von wichtigen Geschäfts- und Verwaltungsgebäuden, Schulen, Hochschulen und dem alten Campus der Punjab-Universität. Das Hauptgebäude wurde von W. Purdon entworfen und 1877 für 320.000 Rupien fertiggestellt. In der Mitte des Hauptgebäudes steht ein 176 Fuß hoher Uhrenturm. Das während der Kolonialzeit errichtete Hauptgebäude steht in der Tradition der Neogotik und verfügt über breite Veranden und hohe Decken. Neben dem Hauptgebäude befindet sich ein großes Gelände, das als „Oval Ground“ bezeichnet wird. Im Jahr 2019 wurde das Gelände zu Ehren von Gottlieb Wilhelm Leitner in „Leitner-Oval“ umbenannt. Um der steigenden Zahl von Studierenden gerecht zu werden, wurden mehrere Gebäude in Auftrag gegeben, darunter ein Postgraduiertengebäude, ein neues Gebäude für Studierende der Mittelstufe und ein Bachelorgebäude, das über eine Hängebrücke zugänglich ist. Der Hauptcampus erstreckt sich über 56 Hektar entlang des Anarkali Bazaar, einem der ältesten noch bestehenden Märkte in Lahore.

### Der Kala Shah Kaku Campus

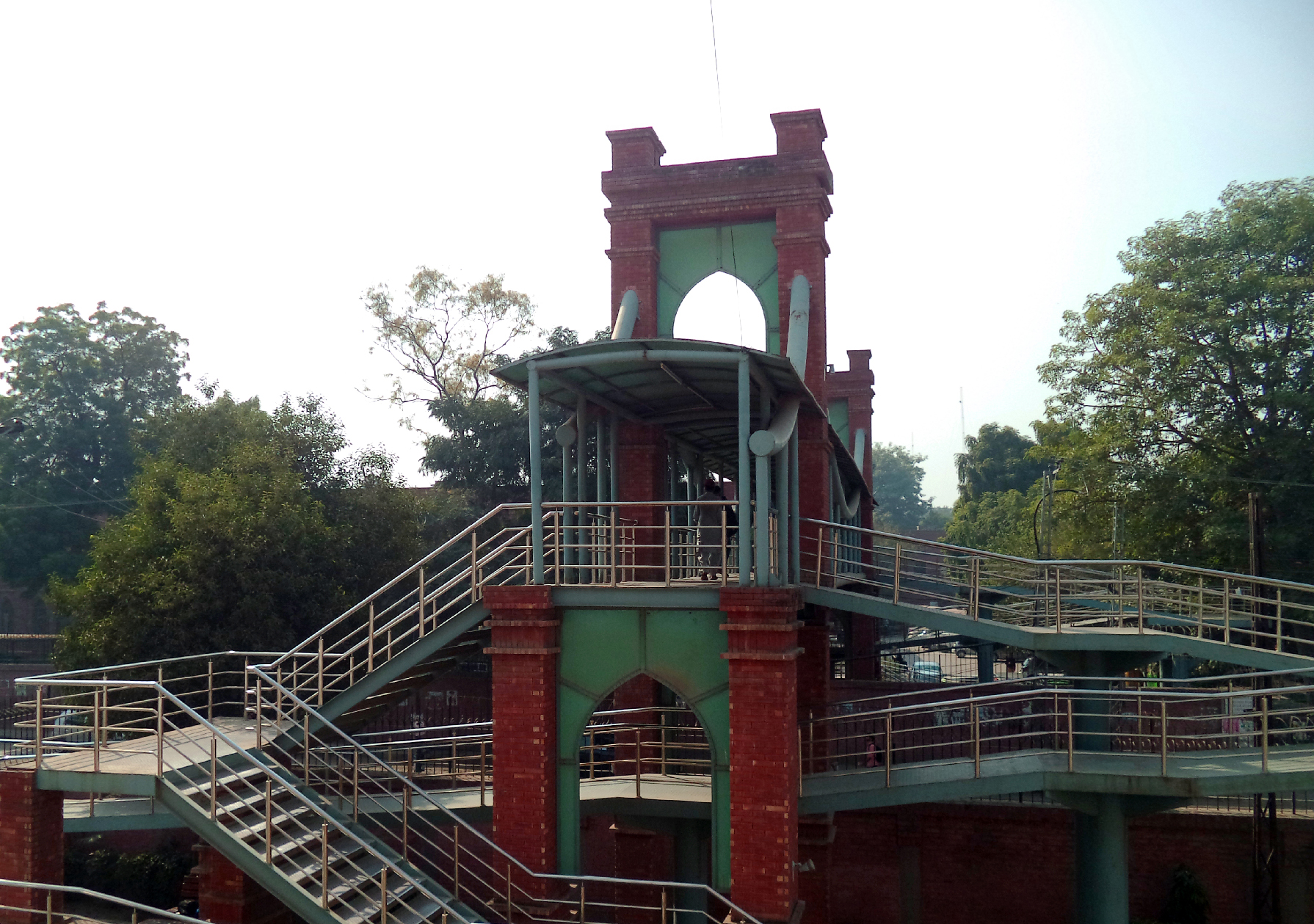
Verbindungsbrücke zwischen dem alten und dem neuen Campus

Am 24. August 2019 wurde der Kala Shah Kaku-Campus der Universität eingeweiht, auch GCU KSK Campus genannt. Der Campus erstreckt sich über 370 Hektar und bietet Platz für 25.000 Studierende, 1250 Lehrkräfte und 650 Mitarbeiter. 22 Wohnheime stehen für die Unterbringung zur Verfügung.
Am 24. September 2020 wurde der neue Campus offiziell für die Studierenden eröffnet. Ein Bus-Shuttle-Service verkehrt zwischen den beiden Universitätsgeländen.

### Wohnheime für Studierende
Die Universität verfügt über fünf Wohnheime, vier für Studenten und eines für Studentinnen. Das Iqbal Hostel (erbaut 1891) und das Quaid-e-Azam Hostel (erbaut 1993) können etwa 150 bzw. 200 Studenten beherbergen. Das New Hostel (erbaut 1937) kann etwa 400 Studenten aufnehmen. 2020 wurde das Ashfaq Ahmed Hostel eingeweiht, das 283 Studenten Platz bietet. Das Fatima Jinnah Hostel, das Wohnheim für Studentinnen (erbaut 1975) hat 50 Plätze. Für Familienmitglieder, Dozenten und Gastdozenten anderer Universitäten, wurde ein eigenes Haus eingerichtet mit Unterkunfts- und Verpflegungsmöglichkeiten.

## Fakultäten

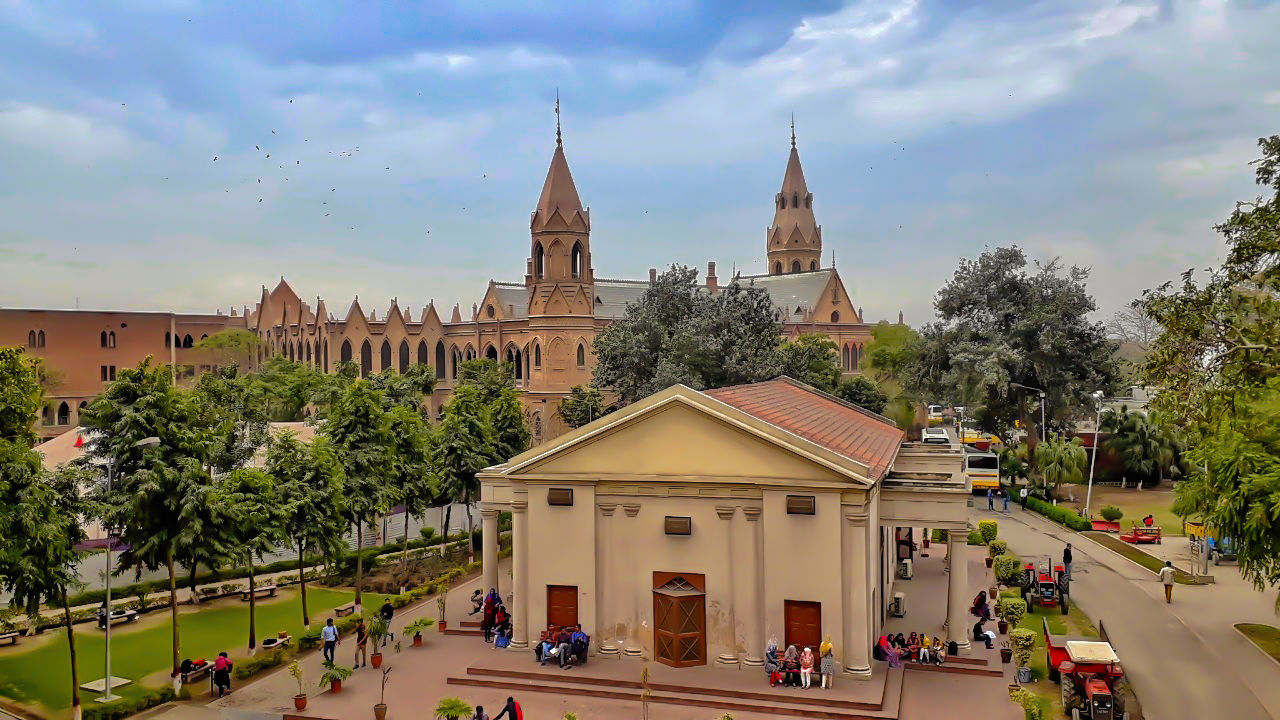
Das denkmalgeschützte alte Universitätsgebäude beherbergt heute die Fakultät für Sprachen

### Studienfächer
Die Universität bietet Abschlüsse in Higher Secondary School Certificate (lokal als Intermediate bezeichnet), Undergraduate- und Postgraduate-Studien an. Im Hochschulbereich bietet sie 28 Bachelor-Abschlüsse, 28 MS/MPhil-Abschlüsse und 19 Doktoratsabschlüsse an. Diese Abschlüsse werden an den folgenden Fakultäten angeboten:
- Fakultät für Chemie und Biologie[12]

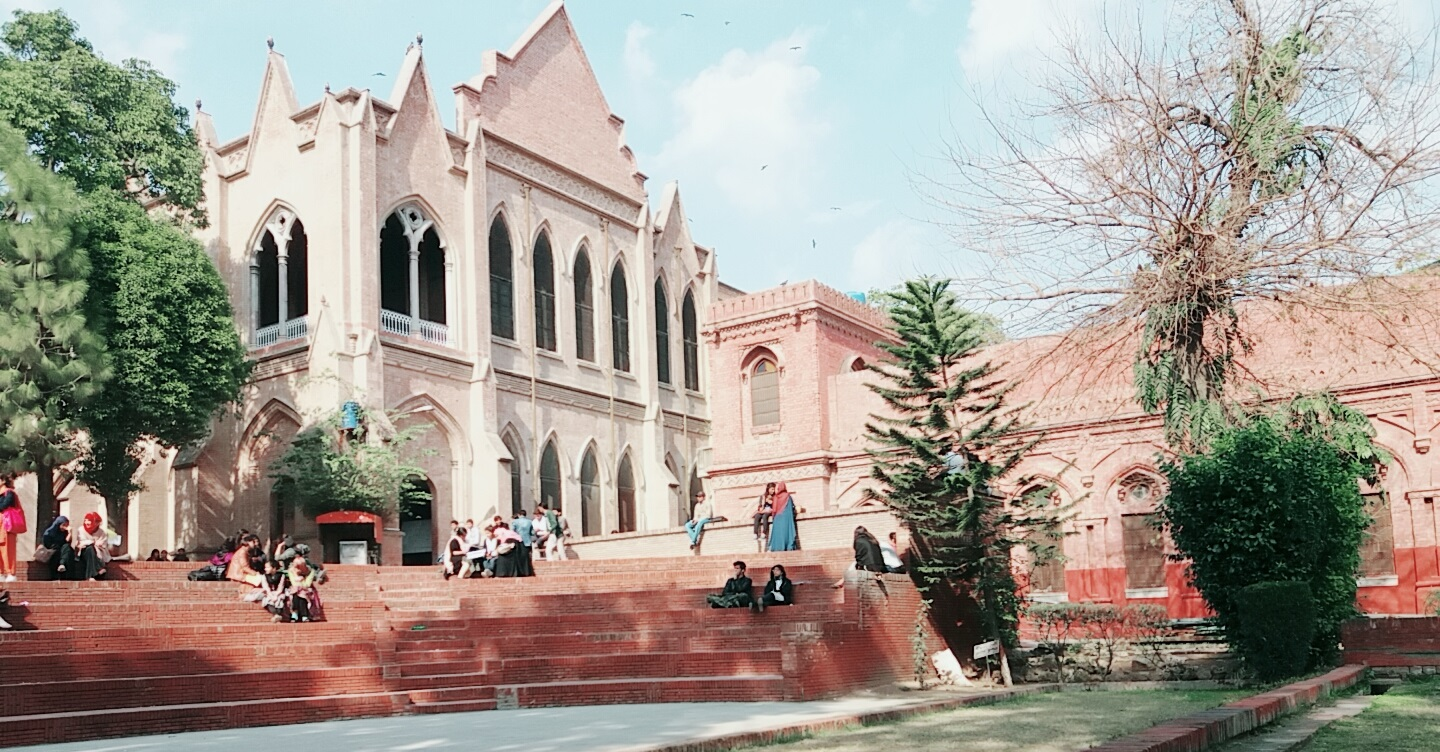
Das Amphitheater der GCU Lahore

- Fakultät für Mathematik und Physik[13]
- Fakultät für Geistes- und Sozialwissenschaften[14]
- Fakultät für Sprachen, Islamistik und Orientalistik[15]
- Fakultät für Ingenieurwesen[16]

### Forschung
Die Universität war schon immer eine forschungsorientierte Universität, aber in letzter Zeit hat sie ihren Schwerpunkt auf Projekte verlagert, die nach Ansicht der Universität sowohl für die Wissenschaft als auch für die Industrie von Nutzen sind. Zur Verwaltung und Steuerung wurde das Büro für Forschung, Innovation und Kommerzialisierung (ORIC) eingerichtet. Ziel des Büros ist es, die Forschungsprogramme voranzutreiben, zu diversifizieren und zu verwalten sowie internationale Forschungsstandards aufrechtzuerhalten.
Die GCU erhält meist projektbezogen Forschungszuschüsse von zahlreichen internationalen Organisationen wie auch nationalen Instituten und Organisationen.

## Institute
Die Universität verfügt über fünf autonome und halbautonome, forschungsorientierte Institute, die sich auf akademische und industrielle Forschungs- und Entwicklungsprojekte konzentrieren. Diese Institute sind:
- Abdus Salam School of Mathematical Sciences (ASSMS) – Untersuchung wissenschaftlicher und technologischer Probleme mit mathematischen Methoden in den mathematischen Wissenschaften.
- Center for Advanced Studies in Physics (CASP) – Forschung und Entwicklung (FuE) in der Experimentalphysik.
- Institut für industrielle Biotechnologie (IIB) – bietet Abschlüsse in Biotechnologie und Mikrobiologie.
- Studienzentrum für nachhaltige Entwicklung (SDSC) – Forschung und Entwicklung im Bereich Umweltwissenschaften.
- Center of Excellence of China Studies (CECS) – bietet Diplome in chinesischer Sprache und Chinastudien an.

### Abdus Salam School für Mathematik

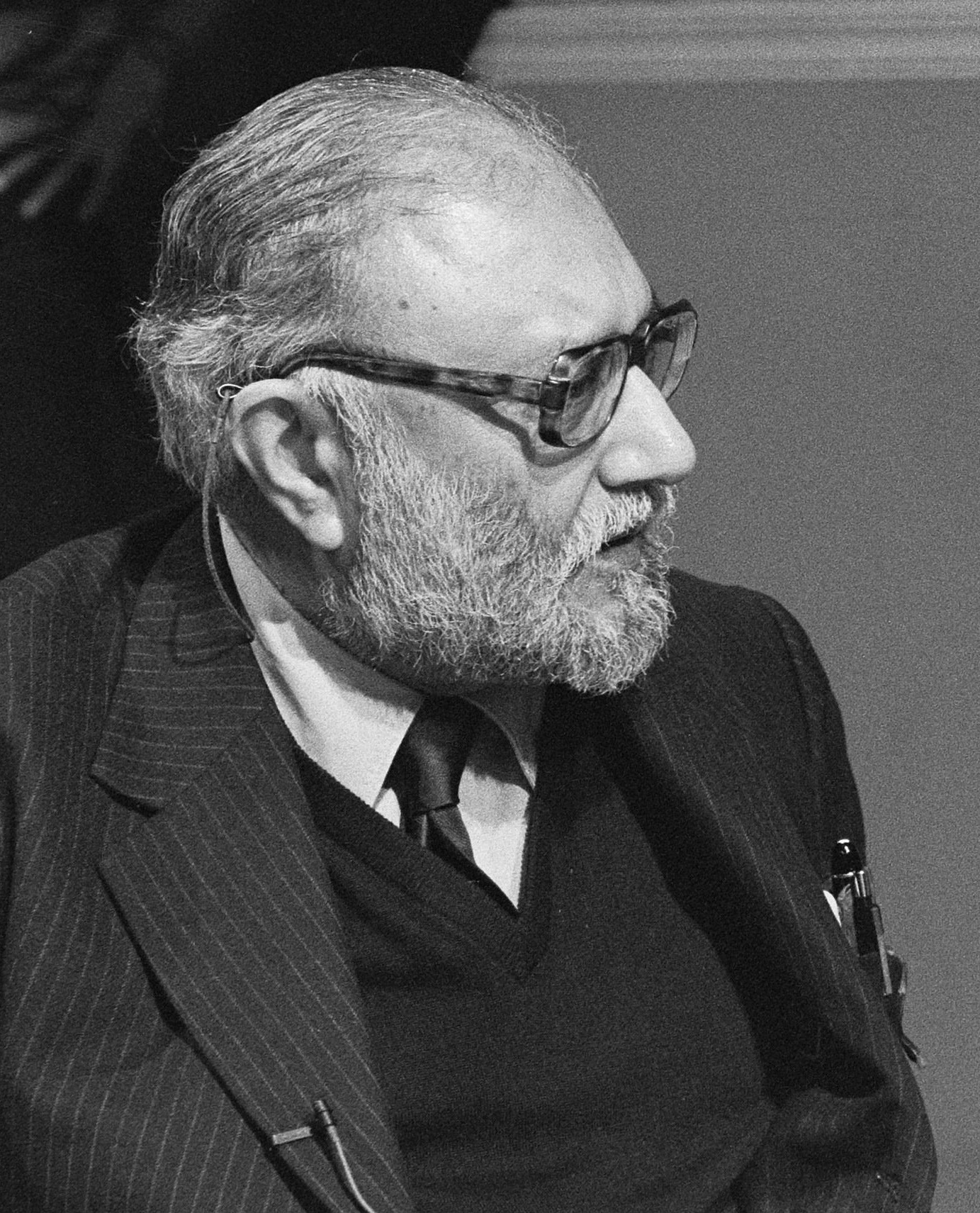
Abdus Salam – erhielt 1979 den Nobelpreis für Physik

Die Abdus Salam School of Mathematical Sciences (ASSMS) ist eine der größten mathematischen Forschungseinrichtungen in Pakistan. Die Schule wurde im Jahr 2003 von der Regierung des Punjab unter der Schirmherrschaft der Government College University gegründet. Ziel der Schule ist es, professionelle Wissenschaftler auszubilden, die mit Hilfe mathematischer Methoden wissenschaftliche und technologische Probleme untersuchen und in Bereichen der mathematischen Wissenschaften forschen. Bevor es die Schule gab, wählten pakistanische Mathematiker ein Postdoc-Stipendium im Ausland, doch seit der Gründung der ASSMS entscheiden sich immer mehr Doktoranden ausländischer Einrichtungen für ein Postdoc-Stipendium an dieser Schule.
Im Jahr 2011 wurde die ASSMS von der European Mathematical Society (EMS) zum ersten „Emerging Regional Center of Excellence“ ernannt. Die EMS hat daraufhin Maßnahmen ergriffen, um pakistanische Studenten in Schulen und Hochschulen zu fördern. Dazu gehören:
- die Einstellung von ausländischen Lehrkräften für den Unterricht und die Betreuung von ASSMS-Studenten in fortgeschrittener Mathematik.[24]

Jürgen Herzog, Josip Pečarić, Amer Iqbal, Alexandru Dimca, und Hannah Markwig gehören zu den ausländischen Lehrkräften, die Doktoranden an der ASSMS betreut oder mitbetreut haben.
- die Veranstaltung von internationalen Konferenzen und Workshops im Bereich Mathematik.[24] Einige namhafte Mathematiker, die die ASSMS besucht und dort Vorträge gehalten haben, sind Ari Laptev (Präsident der European Mathematical Society 2007–2010), Marta Sanz-Solé (Präsidentin der European Mathematical Society 2011–2014), Pierre Cartier (Mitarbeiter der Gruppe Nicolas Bourbaki), Olav Arnfinn Laudal, Michel Waldschmidt, János Pach, Alan Huckleberry, Aline Bonami und Ragni Piene (Vorsitzende des Abelpreis-Komitees 2010–2014 und die erste Frau im Exekutivkomitee der Internationalen Mathematischen Union überhaupt).[26][27][28]
- die Veranstaltung von Trainingslagern für Schüler und Studenten. Die Teilnehmer der Camps werden auf die Teilnahme der pakistanischen Nationalmannschaft an der Internationalen Mathematikolympiade (IMO) vorbereitet. Im Jahr 2005 nahm die pakistanische Nationalmannschaft zum ersten Mal an der IMO teil. Im Jahr 2007 gewann Pakistan die erste Medaille bei der IMO und die erste Silbermedaille im Jahr 2012. Das Land trainierte das IMO-Team bis 2014 weiter.
- die Initiierung der mathematischen Känguru-Wettbewerbe auf nationaler Ebene.

## Ehrenlehrstühle

### Abdus-Salam-Lehrstuhl für Physik
Der Abdus-Salam-Lehrstuhl für Physik, benannt nach dem pakistanischen theoretischen Physiker und Nobelpreisträger Abdus Salam, ist ein Ehrenlehrstuhl für Physik an der GCU Lahore. Zuerst ein halbautonomes Institut, nahm es ab März 2000 dank der Bemühungen von Ishfaq Ahmad Khan, einem lebenslangen Freund von Salam, seine Arbeit auf. Im Jahr 2009 schenkte das International Centre for Theoretical Physics (ICTP) dem Abdus-Salam-Lehrstuhl für Physik das Original-Nobelzertifikat von Salam. Der ehemalige Direktor des ICTP, Katepalli R. Sreenivasan, besuchte Lahore und überreichte der Universität das Zertifikat. Auf der Urkunde steht: „für ihre Beiträge zur Theorie der vereinheitlichten schwachen und elektromagnetischen Wechselwirkung zwischen Elementarteilchen, darunter auch die Vorhersage des schwachen Neutralstroms“.
Der Lehrstuhl wurde in den Fachbereich Physik integriert, in dem die Studenten des Masterstudiengangs und die Doktoranden ihre Forschungsarbeiten durchführen. Zu den Erfolgen gehören: 52 Forschungspublikationen in internationalen Fachzeitschriften; die Erstellung von 6 Doktor- und 25 Masterarbeiten, die Einrichtung eines Plasmatechniklabors und die Einwerbung von Forschungszuschüssen von Förderorganisationen und Forschungszentren wie dem International Center for Theoretical Physics (ICTP), der Pakistan Atomic Energy Commission (PAEC) und den Kahuta Research Laboratories (KRL), Pakistan Science Foundation (PSF) und Pakistan Council of Scientific and Industrial Research (PCSIR).

### Rafi-Muhammad-Chaudhry-Lehrstuhl für Experimentalphysik
Der Rafi-Muhammad-Chaudhry-Lehrstuhl für Experimentalphysik wurde nach Rafi Muhammad Chaudhry benannt, einem bekannten pakistanischen Kernphysiker und Professor für Teilchenphysik an der GCU Lahore. Er gilt als der Pionier der experimentellen Kernphysikforschung in Pakistan. Während seiner Zeit als Professor an der Universität gründete er dort 1952 das Hochspannungslabor (das heute im Center for Advanced Studies in Physics CASP aufgegangen ist), in dem Forschungen zu Gasentladungen, Ionen- und Elektronenstoßphänomenen, Kernphysik, Radioaktivität und kosmischer Strahlung durchgeführt werden.
Die Universität hat den Lehrstuhl in Anerkennung seiner Verdienste für Pakistan und die Physik eingerichtet. Derzeit werden hier postgraduale Forschungsarbeiten in angewandter Physik durchgeführt.

### Mahboob-ul-Haq-Lehrstuhl für Wirtschaftswissenschaften
Der Mahboob-ul-Haq-Lehrstuhl für Wirtschaftswissenschaften ist die jüngste Ergänzung der Ehrenlehrstühle an der Universität und wurde nach Mahbub ul Haq benannt, einem pakistanischen Wirtschaftswissenschaftler, Politiker und Theoretiker der internationalen Entwicklung, der als 13. Finanzminister Pakistans diente. Während seiner Tätigkeit als Sonderberater des Entwicklungsprogramms der Vereinten Nationen (UNDP) war er federführend bei der Erstellung des Berichts über die menschliche Entwicklung (HDI) und des weithin anerkannten Index für menschliche Entwicklung (HDI). Der Economist bezeichnete ihn als „einen der Visionäre der internationalen Entwicklung“.
Die Universität hat den Lehrstuhl eingerichtet, um seine Verdienste um Pakistan, seine Bevölkerung und vor allem um die Wirtschaftswissenschaften zu würdigen. Neben der postgradualen Forschung im Bereich der Wirtschaftswissenschaften ist der Lehrstuhl auch für die Herausgabe des GCU Economics Journal verantwortlich, einer jährlichen wissenschaftlichen und von Experten geprüften Publikation. Es soll Forschern, Fachleuten und Studenten als Plattform dienen, um ihre Leistungen, Perspektiven und praktischen Erfahrungen auszutauschen.

### Andere Lehrstühle

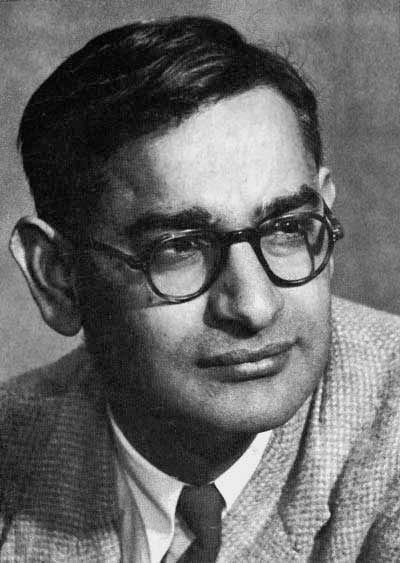
Har Gobind Khorana, Nobelpreisträger für Medizin 1968

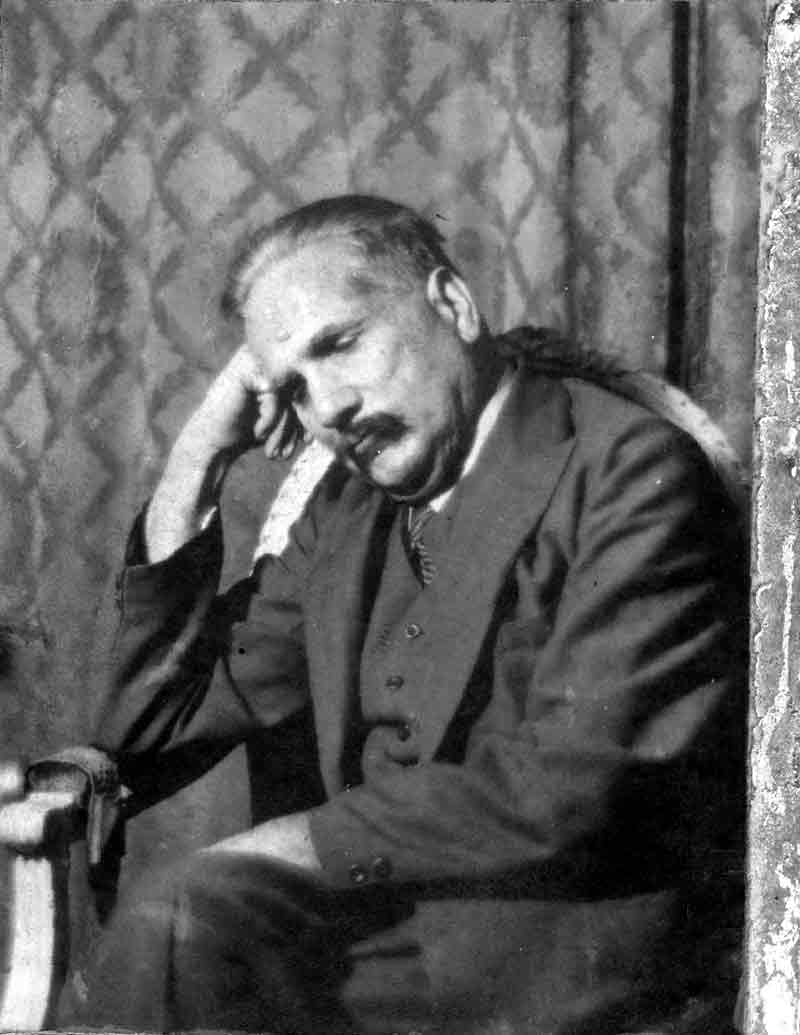
Allama Iqbal – Dichter und Philosoph, geistiger Vater Pakistans, bedeutende Persönlichkeit der Urdu-Literatur

Folgende Lehrstühle wurden angekündigt und werden in naher Zukunft eingerichtet werden:
- Muhammad Ajmal Lehrstuhl für Psychologie
- Patras Bokhari Lehrstuhl für Englisch
- Har Gobind Khorana Lehrstuhl für Chemie

Die folgenden Lehrstühle wurden an den jeweiligen Fachbereichen eingerichtet:
- Allama-Iqbal-Lehrstuhl für Philosophie
- Gottlieb-William-Leitner-Lehrstuhl für Geschichte
- Syed-Ali-Hujwiri-Lehrstuhl für Persisch
- Ashfaq-Ahmed-Lehrstuhl für Urdu
- Sultan-Ahmed-Lehrstuhl für Biologie

## Leitung
Bis 2002 wurde die Führungsposition des Government College Principal (Rektor) genannt. Seit der Erhebung zur Universität 2002 wird die Position Vize Chancellor (Vizekanzler) genannt.
- 1864–1886: Gottlieb William Leitner
- 1886–1891: T. C. Lewis
- 1891–1892: C. R. Stulpnagel
- 1892–1896: W. Bell
- 1896–1898: P. C. Dallingar
- 1898–1912: S. Robson
- 1912–1919: J. Stephenson
- 1919–1927: A. S. Hemmy
- 1927–1936: H. L. O. Garrett
- 1936–1939: H. B. Dunnicliff
- 1939–1945: G. D. Sondhi
- 1945–1947: E. Dickenson
- 1947–1950: A. S. Bokhari (Patras Bokhari)
- 1950: U. Kramet
- 1950–1954: Siraj ud Din
- 1954: Q. M. Aslam
- 1954–1955: K. M. Hussain
- 1956–1958: Siraj ud Din
- 1958–1959: K. M. Hussain
- 1959–1965: Nazir Hussain
- 1965–1967: M. Rashid
- 1967–1970: Ashfaq Ali Khan
- 1970: M. A. Khan
- 1970–1972: M. Ajmal
- 1972–1974: M. S. Kalim
- 1974–1981: Fiza-ur-Rehman
- 1981–1993: Abdul Majid
- 1993–2011: Khalid Aftab
- 2011: Ikram-ul-Haq
- 2011–2015: M. Khaleeq-ur-Rehman
- 2015–2019: Hassan Amir Shah
- 2019–heute: Asghar Zaidi

## Bekannte Absolventen
Die Absolventen des Instituts werden Ravians genannt, was sich vom Namen der Studentenzeitschrift „Ravi“ ableitet, die von der Verwaltung der Hochschule herausgegeben wird; der Name der Zeitschrift selbst ist vom Fluss Ravi inspiriert, der durch Lahore fließt.
- Madan Lal Dhingra (1883–1909) – indischer Revolutionär und Unabhängigkeitsbefürworter, der während seines Studiums in England ein Attentat auf den britischen Kolonialbeamten William Hutt Curzon Wyllie verübte.[45][46] Dhingra wurde im HM Prison Pentonville gehängt, die hinduistischen Riten wurden verweigert, stattdessen wurde er von den britischen Behörden begraben.[47][48] Winston Churchill bezeichnete Dhingras Aussage als „das Beste, was je im Namen des Patriotismus gesagt wurde“.[49]
- Patras Bokhari (1898–1958) – erster ständiger Vertreter Pakistans bei den Vereinten Nationen
- Faiz Ahmad Faiz (1911–1984) – einer der bekanntesten Dichter der Urdu-Sprache sowohl in Pakistan als auch in Indien
- Dev Anand-Dharamdev Pishorimal Anand (1923–2011) – besser bekannt als Dev Anand – war ein indischer Film-Superstar, Drehbuchautor, Regisseur und Produzent, der für seine Arbeit im Hindi-Film bekannt war und dessen Karriere sich über sechs Jahrzehnte erstreckte. Er war ein sehr erfolgreicher und gefeierter Schauspieler in der indischen Filmgeschichte
- Javed Iqbal (1924–2015) – Sohn von Muhammad Iqbal; Philosoph und hoher Richter am Obersten Gerichtshof Pakistans
- Ashfaq Ahmed (1925–2004) – Schriftsteller, Dramatiker und Rundfunksprecher, ausgezeichnet mit dem President’s Pride of Performance und Sitara-i-Imtiaz für seine Verdienste im Bereich der Literatur
- Bano Qudsia (1928–2017) – Schriftstellerin und mit Sitara-i-Imtiaz ausgezeichnet
- Moeenuddin Ahmad Qureshi (1930–2016) – ehemaliger geschäftsführender Premierminister von Pakistan, ehemaliger Vizepräsident der Weltbank
- Muhammad Asad Durrani (* 1941) – ehemaliger Militärattaché in Bonn, Leiter des pakistanischen Geheimdienstes und Botschafter in Bonn
- Zafarullah Khan Jamali (1944–2020) – Premierminister von Pakistan
- Bilal U. Haq (* 1948) – Meeresgeowissenschaftler und Dichter, Preisträger des französischen Prestwich-Preises für Geologie
- Nawaz Sharif (* 1949) – der 12., 14. und 20. Premierminister von Pakistan.
- Ismat Beg (* 1951) – PhD, Bukarest, Mathematiker, bekannt für seine Arbeiten über die Analyse von Mehrkriterien-Entscheidungen und Fixpunkte (Mathematik)
- Yousaf Raza Gillani (* 1952) – der 18. Premierminister von Pakistan
- Shahid Ahmad Kamal (* 1952) – Diplomat, ehemaliger Botschafter in Washington D. C., Stockholm, Estland, Finnland und Lettland
- Raheel Sharif (* 1956) – ehemaliger Generalstabschef der pakistanischen Armee
- Amjad Siddique (* 1959) – ehemaliger pakistanischer Cricketspieler der ersten Klasse, der für die Cricketmannschaft der Water and Power Development Authority (WAPDA-Cricketmannschaft) spielte, unter anderem als Kapitän
- Aftab Iqbal (* 1961) – TV-Moderator und Journalist
- Hadiqa Kiani (* 1972) – Sängerin
- Iqrar Ul Hassan (* 1984) – TV-Moderator und investigativer Reporter von ARY News. Er moderiert eine Sendung „Sar-e-Aam“
- Rameez Raja (* 1987) – ehemaliger pakistanischer Cricketspieler, der Pakistan in den 1990er Jahren vertrat. Er ist ein bekannter Kommentator bei internationalen Cricketspielen. Heute ist er Vorsitzender des PCB